# Ines Selbmann
Ines Selbmann (* 1966 oder 1967 in Leipzig) ist eine deutsche Journalistin, Schauspielerin und Fernsehmoderatorin.

## Karriere
Ines Selbmann schloss eine Ausbildung zur Verlagskauffrau ab und machte anschließend ihr Fachabitur für Wirtschaft. Anschließend studierte sie an der Fernuniversität Regensburg drei Semester Betriebswirtschaftslehre. Schließlich wechselte sie nach mehreren Schauspiel- und Sprechkursen zum Moderationsberuf. Ines Selbmann begann ihre TV-Tätigkeit bei RTL Television. 1998 ging sie zu ProSieben. Dort präsentierte sie die Sportnachrichten in den ProSieben Nachrichten. Parallel zu ihrer Tätigkeit bei ProSieben moderierte sie seit dem Sendestart von N24 im Jahr 2000 eigene Sportsendungen und andere Magazine.
2007 spielte sie im Kinofilm Free Rainer – Dein Fernseher lügt mit.